# Ireton
Ireton é uma cidade localizada no estado americano de Iowa, no Condado de Sioux.

## Demografia
Segundo o censo americano de 2000, a sua população era de 585 habitantes.
Em 2006, foi estimada uma população de 594, um aumento de 9 (1.5%).

## Geografia
De acordo com o United States Census Bureau tem uma área de
2,6 km², dos quais 2,6 km² cobertos por terra e 0,0 km² cobertos por água. Ireton localiza-se a aproximadamente 434 m  acima do nível do mar.

## Localidades na vizinhança
O diagrama seguinte representa as localidades num raio de 16 km ao redor de Ireton.